# Kostel svatého Bartoloměje (Krhovice)
Kostel svatého Bartoloměje v Krhovicích je římskokatolický kostel zasvěcený sv. Bartoloměji. Je filiálním kostelem farnosti Hodonice.

## Historie
Kostel byl zbudován mezi lety 1861–1862.

## Vybavení
V kněžišti se kromě obětního stolu nachází hlavní oltář se svatostánkem a s oltářním obrazem sv. Bartoloměje. Stěny zdobí malovaná křížová cesta. Mezi další vybavení zde patří dřevěné lavice nebo varhany, umístěné na kůru.

## Exteriér
Kostel stojí v zástavbě rodinných domů, nedaleko vodního kanálu Krhovice–Hevlín. Je obklopen několika vzrostlými lipami.

## Odkazy

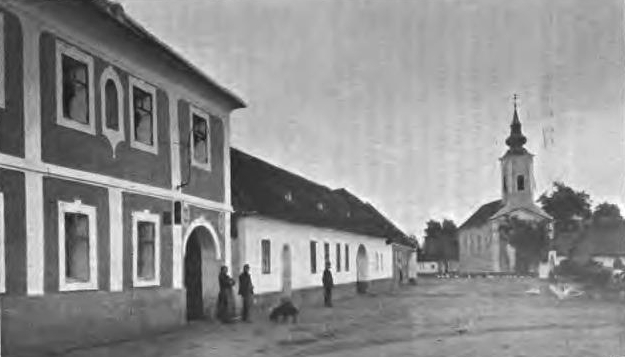
Historická fotografie